# Spike Hughes
Spike Hughes, geboren als Patrick Cairns Hughes (Londen, 19 oktober 1908 - 2 februari 1987), was een Britse jazzbassist, arrangeur, componist, orkestleider, journalist en schrijver.

## Biografie
Zijn vader Herbert was afkomstig uit Ulster en was redacteur van The Daily Telegraph, muzikant en oprichter van de Irish Folk Song Society. Zijn moeder had artistieke ambities en reisde tijdens zijn kindertijd met hem door heel Europa naar theater- en opera-opvoeringen. Hughes werd zelf geïnfecteerd door de opera- en theatervirus en schreef in 1923 zijn eerste opera. Hij nam privélessen in Wenen bij de componist Egon Wellesz en werd niet alleen enthousiast voor de opera's van Richard Strauss, maar hij hoorde ook in 1924 jazzmuziek van Arthur Briggs, voor wiens band hij ook arrangeerde.
Terug in het Verenigd Koninkrijk plande hij om eerst in Cambridge te studeren, maar ging daarna echter naar Londen om in te stappen in het klassieke muzikale leven, waar hij ook kennis maakte met de componist William Walton. Hij schreef muziekkritieken, maar begon zich ook weer te interesseren voor de uit de Verenigde Staten overwaaiende jazzmuziek en leerde zich zelf in 1928 het basspel, met als einddoel het werken in dansbands als arrangeur. Walton bemiddelde contacten naar Decca Records, die een eigen labelband wilden formeren. Hij maakte opnamen met zijn bands The three blind mice en Decca-Dents. In 1931 arrangeerde en speelde hij in de 1931 Revue van Charles B. Cochran. In hetzelfde jaar werd hij tot 1945 criticus voor Melody Maker, hetgeen hem buiten de grenzen van het Verenigd Koninkrijk bekend maakte.
Gelijktijdig leidde hij verder een Decca-orkest en arrangeerde hij voor het label. In 1931 was hij bassist in het orkest van Jack Hylton, met wie hij ook op tournee ging in Parijs, Amsterdam en Brussel. In 1932 componeerde hij het jazzelementen bevattende, in Londen succesvol opgevoerde ballet High Yellow en rond dezelfde tijd een Harlem Symphony. In hetzelfde jaar componeerde en arrangeerde hij met Hyam Greenbaum de muziek voor de Words and Music-revue van Noël Coward in Manchester. In 1933 ging hij naar New York, voornamelijk om John Hammond te ontmoetten.
Hij hoorde Bessie Smith, Art Tatum (die hij en Hammond bij Brunswick Records solo-opnamen bemiddelden), Benny Goodman en de broers Dorsey in de Onyx Club en Billie Holiday als zangeres in Monettes Supper Club, waar hij ze hoorde met John Hammond, die doorgaans telt als haar ontdekker. Met de band van Benny Carter nam hij eigen jazzcomposities op voor Decca Records, die hem toonden als een niet te onderschatten leerling van Duke Ellington.

## Als schrijver
Na zijn terugkeer naar het Verenigd Koninkrijk keerde hij vanaf 1934 als muzikant de jazz de rug toe en begon hij een carrière als schrijver. Hij schreef voornamelijk over klassieke muziek, maar hij schreef ook jazzkritieken (die tijdens de jaren 1930 bijvoorbeeld Duke Ellington de opname bij het Britse publiek zeer vereenvoudigden). In 1946 en 1951 publiceerde hij zijn autobiografie. In 1954 trouwde hij voor de derde keer en vestigde hij zich nabij Lewes in Sussex. Hij schreef kennis- en humoristische operaboeken, maar ook korte handboeken over cricket en bridge, reisverslagen en culinaire handboeken. Hij werkte ook regelmatig voor de BBC-radio en hij berichtte van de Glyndebourne opera-festivals op de televisie. Hij schreef ook de geschiedenis van de festivals en regelmatig in de programmabladen.

## Discografie
- 1933: Spike Hughes and his All-American Orchestra (Decca Records) met Coleman Hawkins, Dicky Wells, Chu Berry, Henry Red Allen u. a.
- 1931-1933: Spike Hughes and Benny Carter (Retrieval)
- ????: Spike Hughes: His Orchestra, three blind mice and Decca-Dents (Kings Cross Music, compilatie van Britse opnamen uit de jaren 1930)
- ????: High Yellow- All his Jazz Compositions 1930-33 (Largo)

## Literaire werken
- 1946: Opening Bars – Beginning an Autobiography, Pilot Press Ltd
- 1951: Second Movement – Continuing the Autobiography, Museum Press
- 1970: The Toscanini legacy, nieuwe editie Dover, ISBN 0486221008
- 1962: Famous Puccini Operas
- 1957: Great opera houses – a travellers guide to their history and tradition, Weidenfeld en Nicholson
- 1968: Famous Verdi Operas, Chilton Book
- 1972: Famous Mozart Operas, als Mozarts great operas bij Dover, ISBN 0486228584
- 1965: Glyndebourne – A History, Methuen, nieuwe editie David en Charles 1981, ISBN 0715378910
- 1957: The Art of Coarse Travel
- 1971: How to survive abroad, Methuen
- 1974: The Art of Coarse Language
- 1954, 1966: The Art Of Coarse Cricket, Museum Press
- 1970: The Art Of Coarse Bridge, Hutchinson
- 1972: The Art of Coarse Entertaining
- 1968: The Art Of Coarse Gardening- The Care and Feeding of Slugs (vertaald: samenvatting van de kunst van de tuinman – de verzorging en voedering van de slakken)
- 1955: Out of Season – a travellers tale of a winter journey (reisverslag uit het winterse Italië bij de navorsing voor een operaboek)
- ????: Cold food for all seasons
- 1968: Gateway Guide to Eating in Italy – Menues and Market
- 1992: met Charmian Hughes A pocket guide to italian food and wine 2e editie, Carbery Press, ISBN 0951871420